# Frederik Vilhelm Hegel

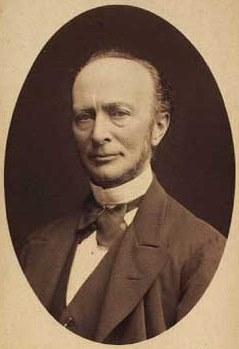
Frederik Hegel (1876). Fotografie von Hansen, Schou & Weller.

Frederik Vilhelm Hegel (* 11. Mai 1817 in der Fredensborg-Humlebæk Kommune; † 27. Dezember 1887 in Kopenhagen) war ein dänischer Buchhändler und Verleger.

## Leben
Mit fünfzehn Jahren begann er 1832 bei Gyldendalske Boghandel eine Ausbildung und übernahm 1850 das von Jacob Deichmann (1788–1853) gegründete Unternehmen.
Unter seiner Leitung veröffentlichte Gyldendal Werke vieler der wichtigsten norwegischen Schriftsteller, darunter Bjørnson, Henrik Ibsen, Kielland, Lie und Asbjørnsen. Hegel gab auch eine Reihe von Wörterbüchern, Zeitschriften und Schulbüchern heraus.